# Clorfentermina
La clorfentermina (noto con i nomi commerciali Apsedon, Desopimon, Lucofen) è un soppressore dell'appetito serotoninergico della famiglia delle anfetamine. Sviluppato nel 1962, è un 4-cloro derivato della fentermina.
La clorfentermina agisce come un selettivo serotoninergico appartenente agli SRA. Non è uno psicostimolante e ha un potenziale di abuso minimo, ma è classificato come farmaco di Tabella III negli Stati Uniti per la somiglianza al dietilpropione, farmaco ampiamente abusato in USA. Come gli altri anoressizzanti serotoninergici fenfluramina ed aminorex, può causare ipertensione polmonare e fibrosi cardiaca se usato in modo continuativo.
L'emivita plasmatica è di circa cinque giorni. È stato ritirato dal mercato nel Regno Unito nel 1974.